# 公開投票
公開投票（こうかいとうひょう）とは、投票方式の一つで各人の投票内容が秘されず明らかになる制度。対義語は秘密投票。

## 公開主義と秘密主義
投票には公開主義と秘密主義がある。公開投票は公開主義をとる場合の投票方式であり、公明正大に各人がその責任を明らかにするという趣旨に基づく。例えば、議会での議案の採決は議員がいかなる投票をしたか明らかにするため公開を原則とする。
しかし、議員の選挙など特に人事に関する投票では投票の秘密が保たれなければ、私交の上に影響したり、選挙人が自由意志で投票することが困難となる。さらに公開主義だと投票における買収などの不正行為においてその証拠立てに利用されるおそれがある。
日本では当初は議員の選挙にも記名捺印を要する公開主義が採られていた。1889年（明治22年）の衆議院議員選挙法38条2項は、「選挙人ハ投票所ニ於テ投票用紙ニ被選人ノ姓名ヲ記載シ次ニ自己ノ姓名住所ヲ記載シテ捺印スヘシ」と定め、この方式による投票が実施されたこともあり1890年（明治23年）の第1回衆院選から1898年（明治31年）の第6回衆院選まで公開投票が実施された。しかし、1900年（明治33年）に選挙法は改正され第7回衆院選以降は一貫して秘密投票が実施されている。